# Tenuisanus costatus
Tenuisanus costatus är en insektsart som beskrevs av Delong 1944. Tenuisanus costatus ingår i släktet Tenuisanus och familjen dvärgstritar. Inga underarter finns listade i Catalogue of Life.